# Jagiellonia Białystok w sezonie 1970/1971

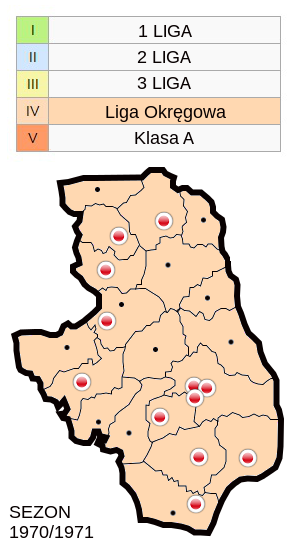
BOZPN - Zespoły występujące w Lidze Okręgowej w sezonie 1970/71

Jagiellonia Białystok przystąpiła do rozgrywek Ligi Okręgowej Białostockiego OZPN.

## IV poziom rozgrywkowy
Jagiellonia utrzymała się w lidze zajmując bezpieczne 7 miejsce. Trener Michał Urban zaczyna budować drużynę, włączając nowych, młodych zawodników. Sezon przebiegał pod dyktando zespołów z Ełku i Suwałk, z których lepsi okazały się Wigry awansując do III ligi.
W wywiadzie na łamach Gazety Białostockiej trener Michał Urban wyraził uznanie dla zarządu klubu, który „otoczył piłkarzy opieką, a mianowicie zapewnił każdemu zawodnikowi na treningu własną piłkę oraz zakupił w Łodzi po 6 kompletów piłkarskich (koszulki, spodenki i dresy)”. 

## Końcowa tabela Ligi Okręgowej - Białostocki OZPN
| Lp. | Drużyna                   | M  | Z  | R | P  | Bramki | Bramki | Różn. | Pkt. | Uwagi          |
| --- | ------------------------- | -- | -- | - | -- | ------ | ------ | ----- | ---- | -------------- |
| 1   | Wigry Suwałki             | 22 | 14 | 7 | 1  | 39     | 11     | +28   | 35   | Awans III liga |
| 2   | Mazur Ełk (s)             | 22 | 16 | 2 | 4  | 59     | 14     | +45   | 35   |                |
| 3   | Husar Nurzec              | 22 | 13 | 3 | 6  | 43     | 13     | +30   | 29   |                |
| 4   | Gwardia Białystok         | 22 | 11 | 4 | 7  | 49     | 28     | +21   | 26   |                |
| 5   | Pogoń Łapy                | 22 | 11 | 4 | 7  | 28     | 25     | +3    | 26   |                |
| 6   | ŁKS Łomża                 | 22 | 11 | 3 | 8  | 38     | 36     | +2    | 25   |                |
| 7   | Jagiellonia Białystok (b) | 22 | 7  | 8 | 7  | 31     | 25     | +6    | 22   |                |
| 8   | Włókniarz II Białystok    | 22 | 8  | 3 | 11 | 28     | 34     | -6    | 19   |                |
| 9   | Puszcza Hajnówka          | 22 | 6  | 3 | 13 | 30     | 37     | -7    | 15   |                |
| 10  | Czarni Olecko             | 22 | 5  | 5 | 12 | 19     | 46     | -27   | 15   |                |
| 11  | Społem Bielsk Podlaski    | 22 | 5  | 4 | 13 | 20     | 61     | -41   | 14   | Spadek kl.A    |
| 12  | Wissa Szczuczyn (b)       | 22 | 1  | 2 | 19 | 25     | 79     | -54   | 4    | Spadek kl.A    |

## Skład
| Nazwisko            | pozycja | transfer (z/do)     |
| ------------------- | ------- | ------------------- |
| Jerzy Bołtuć        | BR      |                     |
| Anatol Szczerbakow  | BR      |                     |
| Grzegorz Szymański  | OB      |                     |
| Sławomir Tołkacz    | OB      |                     |
| Jerzy Szurmiej      | OB      |                     |
| Eugeniusz Guzowski  | OB      |                     |
| Ryszard Chrzanowski | OB      | z Nadwiślan Kwidzyn |
| Andrzej Radziwoński | OB      |                     |
| Wincenty Pejko      | PO      |                     |
| Zdzisław Szaja      | PO      |                     |
| Antoni Zubski       | NA      |                     |
| Ryszard Święcicki   | NA      |                     |
| Cezary Szafranowski | NA      |                     |
| Wondołowski         | NA      |                     |

## Mecze
| Mecze i wyniki | Mecze i wyniki                       | Mecze i wyniki            | Mecze i wyniki | Mecze i wyniki | Mecze i wyniki          | Mecze i wyniki | Mecze i wyniki                                                    | Poz w lidze. | Poz w lidze. | Poz w lidze. |
| Lp. | Data                                 | Rozgrywki                 | F.             | D/W            | Przeciwnik              | Wynik          | Strzelcy bramek                                                   | M.           | P.           | Br.          |
| --- | ------------------------------------ | ------------------------- | -------------- | -------------- | ----------------------- | -------------- | ----------------------------------------------------------------- | ------------ | ------------ | ------------ |
| 1 517 | 09.08.1970 Białystok                 | Liga Okr. - 1 kol.        | -              | D              | Puszcza Hajnówka        | 2:0            | Pejko 12' 83'                                                     | 5            | 2            | 2:0          |
| 2 518 | 16.08.1970 Łapy                      | Liga Okr. - 2 kol.        | 700            | W              | Pogoń Łapy              | 2:1            | Szafranowski 1'                                                   | 6            | 2            | 3:2          |
| 3 519 | 23.08.1970 Białystok                 | Liga Okr. - 3 kol.        | 200            | D              | Wissa Szczuczyn         | 5:0            | Szeląg 21' 72'(k), Szafranowski 26' Chrzanowski 48'(k), Pejko 69' | 4            | 4            | 8:2          |
| | 30.08.1970 Białystok                 | Liga Okr. - 4 kol.        | 500            | D              | Wigry Suwałki           | 2:0*           | Szafranowski 20' Radziwoński 70'                                  | 1            | 6            | 10:2         |
| Mecz Jagiellonia:Wigry ma zostać powtórzony, z powodu nieregulaminowych zmian w drużynie Jagiellonii (3 zamiast 2).Wynik meczu został anulowany i czeka na rozpatrzenie w OZPN. |                                      |                           |                |                |                         |                |                                                                   |              |              |              |
| 4 520 | 06.09.1970 Białystok                 | Liga Okr. - 5 kol.        | 800            | D              | Włókniarz II Białystok  | 0:2            |                                                                   | 8            | 4            | 8:4          |
| 5 521 | 20.09.1970 Łomża                     | Liga Okręgowa - 6 kolejka | 700            | W              | ŁKS Łomża               | 1:1            | Szeląg 7'                                                         | 8            | 5            | 9:5          |
| 6 | 27.09.1970 Czarna B.                 | PP OKR - II rzut          | -              | W              | Skra Czarna Białostocka | 0:1            | b.d.                                                              | awans        | awans        | awans        |
| 7 522 | 04.10.1970 Białystok                 | Liga Okr. - 7 kol.        | 500            | D              | Gwardia Białystok       | 2:2            | Szafranowski 53', Pejko 86'                                       | 8            | 6            | 11:7         |
| 8 523 | 11.10.1970 Bielsk Podlaski           | Liga Okr. - 8 kol.        | 300            | W              | Społem Bielsk Podlaski  | 2:1            | Chrzanowski 68'                                                   | 9            | 6            | 12:9         |
| 9 524 | 18.10.1970 Białystok                 | Liga Okr. - 9 kol.        | 500            | D              | Husar Nurzec            | 1:0            | Szurmiej                                                          | 8            | 8            | 13:9         |
| 10 525 | 25.10.1970 Ełk                       | Liga Okr. - 10 kol.       | 500            | W              | Mazur Ełk               | 1:2            | Szafranowski 25' Szeląg 75'(k)                                    | 7            | 10           | 15:10        |
| 11 526 | 01.11.1970 Białystok                 | Liga Okr. - 11 kol.       | -              | D              | Czarni Olecko           | 3:0(vo)        |                                                                   | 5            | 12           | 18:10        |
| 12 | 08.11.1970 Białystok                 | PP OKR - III rzut         | -              | D              | Pogoń Łapy              | 2:0 (d)        | Szeląg 92' Zińczuk 115'                                           | awans        | awans        | awans        |
| 13 527 | 04.04.1970 Białystok mecz powtórzony | Liga Okr. - 4kol.         | 500            | D              | Wigry Suwałki           | 0:0            |                                                                   | 5            | 13           | 18:10        |
| 14 | 10.04.1971 Białystok                 | PP OKR - IV rzut          | 1500           | D              | Husar Nurzec            | 2:1 (d)        | Szurmiej 62'(k) Radziwoński 96'                                   | awans        | awans        | awans        |
| 15 528 | 18.04.1971 Białystok                 | Liga Okr. - 12 kol.       | 500            | D              | Pogoń Łapy              | 3:0            | Szaja 47', Radziwoński 65' Szafranowski 66'                       | 4            | 15           | 21:10        |
| 16 529 | 25.04.1971 Szczuczyn                 | Liga Okr. - 13 kol.       | 200            | W              | Wissa Szczuczyn         | 1:1            | Szafranowski 19'                                                  | 4            | 16           | 22:11        |
| 17 530 | 02.05.1971 Suwałki                   | Liga Okr. - 14 kol.       | 2000           | W              | Wigry Suwałki           | 1:1            | Szurmiej 86'                                                      | 5            | 17           | 23:12        |
| 18 531 | 09.05.1971 Białystok                 | Liga Okr. - 15 kol.       | 400            | W              | Włókniarz II Białystok  | 1:1            | Zubski 57'                                                        | 5            | 18           | 24:13        |
| 19 532 | 16.05.1971 Białystok                 | Liga Okr. - 16 kol.       | 500            | D              | ŁKS Łomża               | 0:1            |                                                                   | 6            | 18           | 24:14        |
| 20 | 19.05.1971 Białystok                 | PP OKR - 1/2              | -              | W              | Włókniarz Białystok     | 4:1            | Zińczuk 25'                                                       | odpadnięcie  | odpadnięcie  | odpadnięcie  |
| 21 533 | 23.05.1971 Olecko                    | Liga Okr. - 17 kol.       | 600            | W              | Czarni Olecko           | 0:0            |                                                                   | 6            | 19           | 24:14        |
| 22 534 | 30.05.1971 Białystok                 | Liga Okr. - 18 kol.       | 200            | D              | Społem Bielsk Podlaski  | 5:0            | Zubski 18', Zińczuk 26' 32' Chrzanowski 29'(k), Radziwoński 44'   | 6            | 21           | 29:14        |
| 23 535 | 06.06.1971 Białystok                 | Liga Okr. - 19 kol.       | 300            | W              | Gwardia Białystok       | 3:1            | Szaja 57'                                                         | 6            | 21           | 30:17        |
| 24 536 | 13.06.1971 Nurzec                    | Liga Okr. - 20 kol.       | -              | W              | Husar Nurzec            | 2:0 3:0(vo)*   |                                                                   | 7            | 21           | 30:20        |
| 25 537 | 20.06.1971 Mońki                     | Liga Okr. - 21 kol.       | -              | D              | Mazur Ełk               | 0:4            |                                                                   | 7            | 21           | 30:24        |
| 26 538 | 27.06.1971 Hajnówka                  | Liga Okr. - 22 kol.       | -              | W              | Puszcza Hajnówka        | 1:1            | b.d.                                                              | 7            | 22           | 31:25        |
| - rozgrywki ligowe, - rozgrywki pucharu polski, - rozgrywki pucharu ligi, - rozgrywki ligi europejskiej, - mecze barażowe lub eliminacyjne, - inne. Liczba meczów w sezonie:1 2 (wszystkie mecze na najwyższym poziomie rozgrywkowym)3 (wszystkie mecze w rozgrywkach ligowych bez baraży) , Puchar Polski: 2 (mecze Pucharu Polski na szczeblu centralnym)3 (wszystkie mecze w Pucharze Polski) |                                      |                           |                |                |                         |                |                                                                   |              |              |              |

- Mecz z Husarem zweryfikowany na 3:0 walkower dla Husara.

## Mecze towarzyskie
- marzec 1971, Jagiellonia - Ruch Wysokie Mazowieckie 3:1
- marzec 1971, Jagiellonia - Gwardia Białystok 0:1